# 欣洛彭海峡

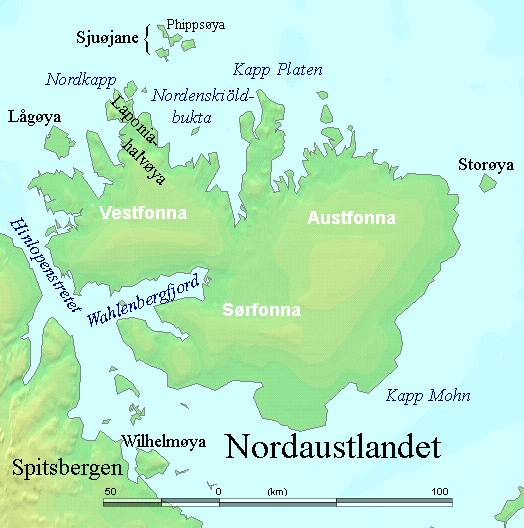
欣洛彭海峡

欣洛彭海峡(挪威语: Hinlopenstretet 或 Hinlopenstredet)，为斯瓦尔巴群岛中斯匹次卑尔根岛与东北地岛之间的海峡。欣洛彭海峡长约150 km，宽约10–60 km 。欣洛彭海峡很难通航，因为海峡中有大量的浮冰。欣洛彭海峡得名于荷兰商人欣洛彭(Thijmen Jacobsz Hinlopen)。